# Lepidiota sus
Lepidiota sus är en skalbaggsart som beskrevs av Brenske 1892. Lepidiota sus ingår i släktet Lepidiota och familjen Melolonthidae. Inga underarter finns listade i Catalogue of Life.